# Відставної кози барабанщик
«Відставної кози барабанщик» (рос. «Отставной козы барабанщик») — радянський художній фільм 1981 року, знятий кіностудією «Мосфільм».

## Сюжет
Гаврило Степанович Чупрун (Георгій Бурков) працював тренером з волейболу, продавцем, перукарем, масовиком-затійником в дитячому саду, слюсарем-сантехніком у ЖЕКу, але не знайшов місця в житті. У сім'ї у нього теж немає розуміння: син соромиться його професії, а дружина (Галина Польських) прямо заявляє: «Нероба, скільки ти поміняв робіт, тобі пішов п'ятий десяток, а ти — відставної кози барабанщик». Гаврило їде в село до матері (Тетяна Пельтцер) і одягає форму 3-го помічника капітана річкового флоту, яку випрошує на час у відставного сусіда-моряка (Петро Вельямінов). Його поява в рідному селі в формі капітана справляє враження на односельчан. Дільничний міліціонер (Євген Шутов) запрошує його виступити перед молоддю з бесідою про життя. У Гаврила закохується молода красива циганка Настя (Неллі Волшанінова). До сільради приходить телеграма, в якій повідомляється, що сантехнік Чупрун звільнений з роботи за прогули. Селяни приходять до Гаврила з'ясовувати стосунки. Гаврило зізнається, що він не капітан. Ситуацію змінює дружина Чупруна, що несподівано приїхала, яка «підіграє» чоловікові й підтверджує, що він дійсно капітан і його чекають на кораблі, тим самим рятуючи Гаврила від ганьби.

## У ролях
- Георгій Бурков —  Гаврило Степанович Чупрун, слюсар-сантехнік
- Тетяна Пельтцер —  бабка Агапа, мати Гаврила
- Галина Польських —  Лариса, дружина Гаврила
- Неллі Волшанінова —  Настя, циганка
- Петро Вельямінов —  Петя, моряк
- Іван Рижов —  Дід Лопата
- Євген Шутов —  Антон Михайлович Рябов, дільничний міліціонер
- Муза Крепкогорська —  Надія
- Борис Токарєв —  Васильєв, кіномеханік
- Оксана Горошкевич —  Олена

## Знімальна група
- Автор сценарію:  Віктор Мережко
- Режисер-постановник:  Георгій Мильников
- Оператор-постановник:  Володимир Фрідкін
- Художник-постановник:  Валентин Вирвич
- Композитор:  Сергій Томін
- Звукооператор:  Марія Надієва